# Gotowi? OK!
Gotowi? OK! (ang. Ready? OK!) – amerykańska komedia z 2008 roku w reżyserii Jamesa Vasqueza.

## Opis fabuły
Dziesięcioletni Joshua (Lurie Poston) chętnie bierze udział w treningach czirliderek, które odbywają się w szkole prowadzonej przez zakonnice. Zapracowana matka chłopca dopiero pod wpływem sugestii nauczycieli zaczyna się zastanawiać, czy z chłopcem wszystko jest w porządku. Prosi o pomoc sąsiada homoseksualistę.

## Obsada
- Lurie Poston jako Joshua Alexander "Josh" Dowd
- Michael Emerson jako Charlie New
- Carrie Preston jako Andrea Dowd
- John G. Preston jako Alex Dowd
- Kali Rocha jako Halle Hinton
- Tara Karsian jako siostra Vivian
- Sandra Ellis-Troy jako Emily Dowd
- Sam Pancake jako Mabel

i inni